# Sint-Veerlekapittel
Het Sint-Veerlekapittel was een seculier kapittel in Gent dat genoemd was naar de heilige Veerle en haar voormalige kerk aan het Sint-Veerleplein. Het bestond vanaf de vroege 13e eeuw tot aan het einde van het ancien régime, in 1797.

## De Sint-Veerlekerk en het ontstaan van het kapittel

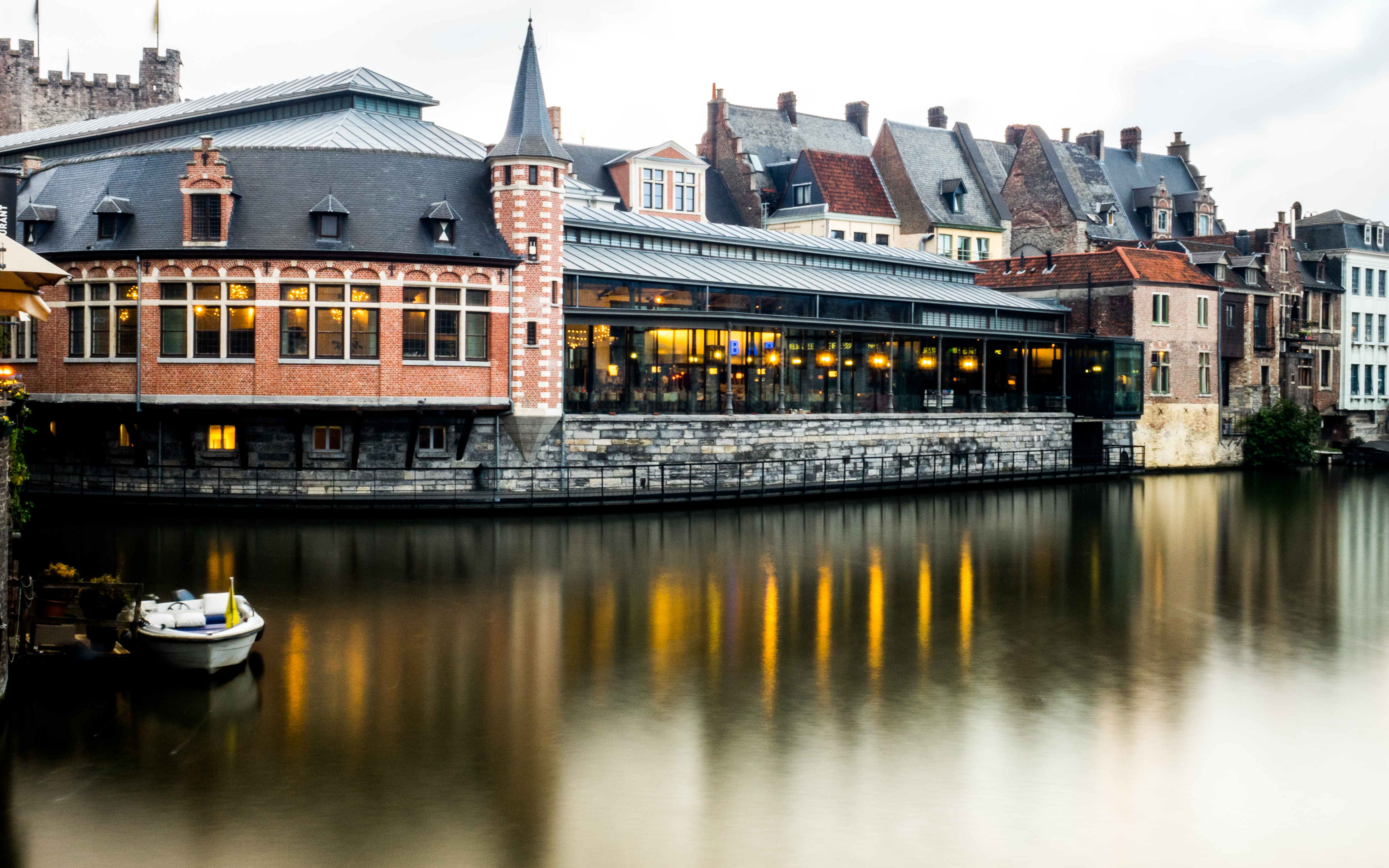
Oude vismijn (Gent): de blinde gevel tussen de daken rechts is een restant van de oostelijke muur van de Sint-Veerlekerktoren

Over de vroege geschiedenis van de kerk is weinig bekend doordat in 1176 een grote brand in Gent veel gebouwen en oorkonden vernietigde. Bovendien werden ook nog veel archiefstukken vernietigd tijdens de Beeldenstorm in 1566 en vooral onder de Gentse Republiek in 1579.
De stichting van het Gentse Gravensteen wordt begin 10e eeuw gedateerd, ook de bouw van de erbij horende burchtkerk kan in die tijd, namelijk in 912, worden gesteld. Deze kerk bevond zich toen binnen de uitgebreide omheining van de oude vestiging of burcht, die de wijk Oudburg werd genoemd sinds Filips van de Elzas in 1180 de huidige stenen burcht bouwde. De kerk, een aanvankelijk romaans bouwwerk, evolueerde door meerdere verbouwingen in de volgende eeuwen naar een meer gotische kerk.

Volgens de meest gangbare opvatting waren relikwieën van Sint-Veerle in 754 door abt Agilfridus vanuit Bruay (bij Valenciennes) overgebracht naar de Sint-Baafsabdij (toen nog Gandaklooster genoemd) te Gent. Uit angst voor de binnenvallende Noormannen waren de kloosterlingen van Sint-Baafs in 846, toen Einkericus hun abt was, met hun relikwieën gevlucht naar het enige versterkte klooster in Vlaanderen, de Abdij van Sint-Bertinus in Sint-Omaars. In 853, verder op de vlucht onder abt Tasradus, brachten ze hun relikwieën in veligheid in Laon.

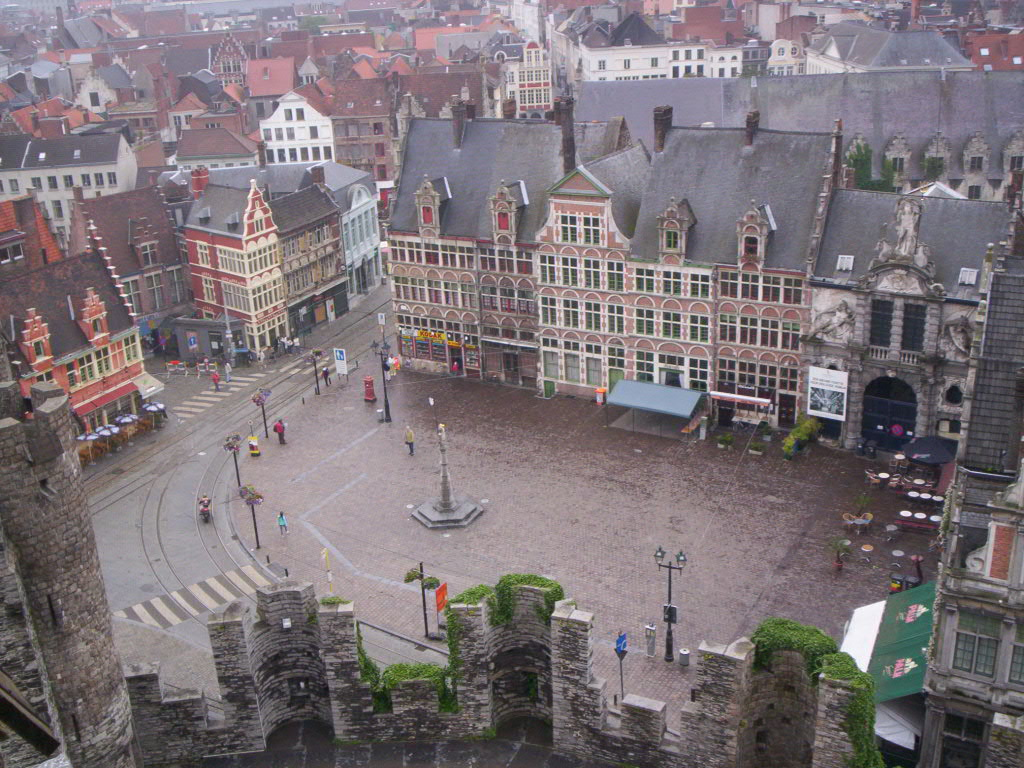
Sint-Veerleplein, gezien van boven op het Gravensteen (NNW)

Pas na 911, maar zeer waarschijnlijk tussen 930 en 937, keerden zeven kloosterlingen terug. Ze hadden intussen verbleven in Nesle-la-Reposte, enkele daar achtergelaten relikwieën van Sint-Bavo werden later, in 1674, van daaruit overgebracht naar Villenauxe-la-Grande. Omdat de Sint-Baafsabdij intussen door de Noormannen verwoest was brachten de religieuzen de relikwieën in 939 (op 19 september) onder in "de kerk die gebouwd was voor de nieuwe burcht (novo edificata castello ecclesia)".
Het volgende jaar werden deze door Gerardus van Brogne teruggebracht naar de abdij, maar op uitdrukkelijk verzoek van graaf Arnulf I werden relikwieën van Sint-Veerle, en enkele van Sint-Bavo, achtergelaten in de burchtkerk, met als voorwaarde dat die van Sint-Veerle jaarlijks een keer in processie (peregrinatio) naar de Sint-Baafsabdij zouden worden gebracht. Deze overeenkomst leidde ertoe dat de grafelijke kerk vanaf toen als Sint-Veerlekerk (ecclesia Sancte Pharahildis) werd aangeduid. De oudste akte waarin sprake van de aanwezigheid van de relieken van Sint-Veerle in de grafelijke kerk dateert van 12 juni 1073: in aanwezigheid van verschillende leden van de instelling, de abten Fulcardus en Sigerus van de Sint-Pietersabdij en met burggraaf Fulcardus (Folcard II) en diens zoon Stephanus als getuigen, worden de relikwieën dan ondergebracht in een nieuw schrijn. De invallen van de Noormannen leidden er op deze wijze toe dat de graven van Vlaanderen hun macht konden verstevigen en er ook nog meer een religieuze onderbouwing aan konden verlenen door het beschermen van relikwieën.

Overigens zouden er zich ook relikwieën van Sint-Veerle in de Sint-Baafsabdij bevonden hebben, wat door geen van beide kapittels ooit betwist werd. Door het Sint-Baafskapittel werden in 1685 enkele relikwieën van haar geschonken aan de Sint-Veerlekapel van het gehucht Wambeek bij Steenokkerzeel.

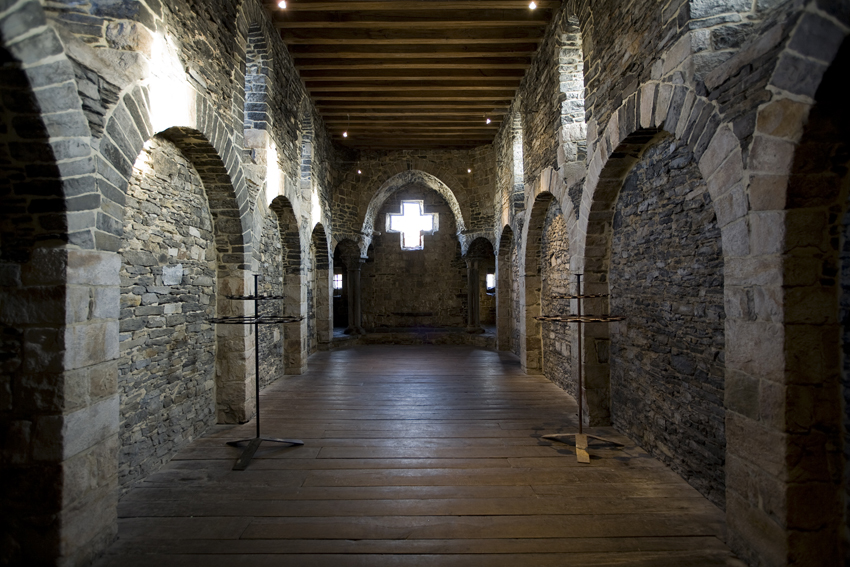
Interieur Gravensteen (Gent): Voormalige kapel

Vaak werd de Sint-Veerlekerk in documenten ook als Sint-Veerlekapel (capella Sancte Pharahildis) of met de eretitel "grafelijke kapel" (capella comitis) benoemd (en soms monasterium - klooster). Het verwarrende is dat er bij de bouw van het Gravensteen in 1180 ook een capella binnen de muren van die burcht werd ingericht, die heden nog duidelijk zichtbaar is.
Even verwarrend omtrent de stichtingsdatum van het kapittel is het feit dat er vanaf de 11e eeuw in verband met de Sint-Veerlekerk al sprake is van canonici (waarmee men in die gevallen blijkt te doelen op priesters), en van prebenden (jaarlijkse rente over bezittingen, ten gunste van een geestelijke).
Een duidelijk document omtrent de officiële vorming van het kapittel is niet terug te vinden, maar in ieder geval vanaf 1207 zijn er naar dit orgaan schriftelijke verwijzingen; 1207 is dus het vroegst te reconstrueren jaar (terminus ante quem) dat het kapittel werd aangesteld, terwijl dit na 1202 blijkt te moeten zijn gebeurd (terminus post quem). De eerste formele aanduiding als dusdanig dateert van 12 april 1223. De oudste kapittelstatuten dateren van twee jaar later, waarbij ook wordt vastgesteld dat de kerk over een eigen kerkhof beschikte (het recht om te begraven had ze minstens al vanaf 1190).

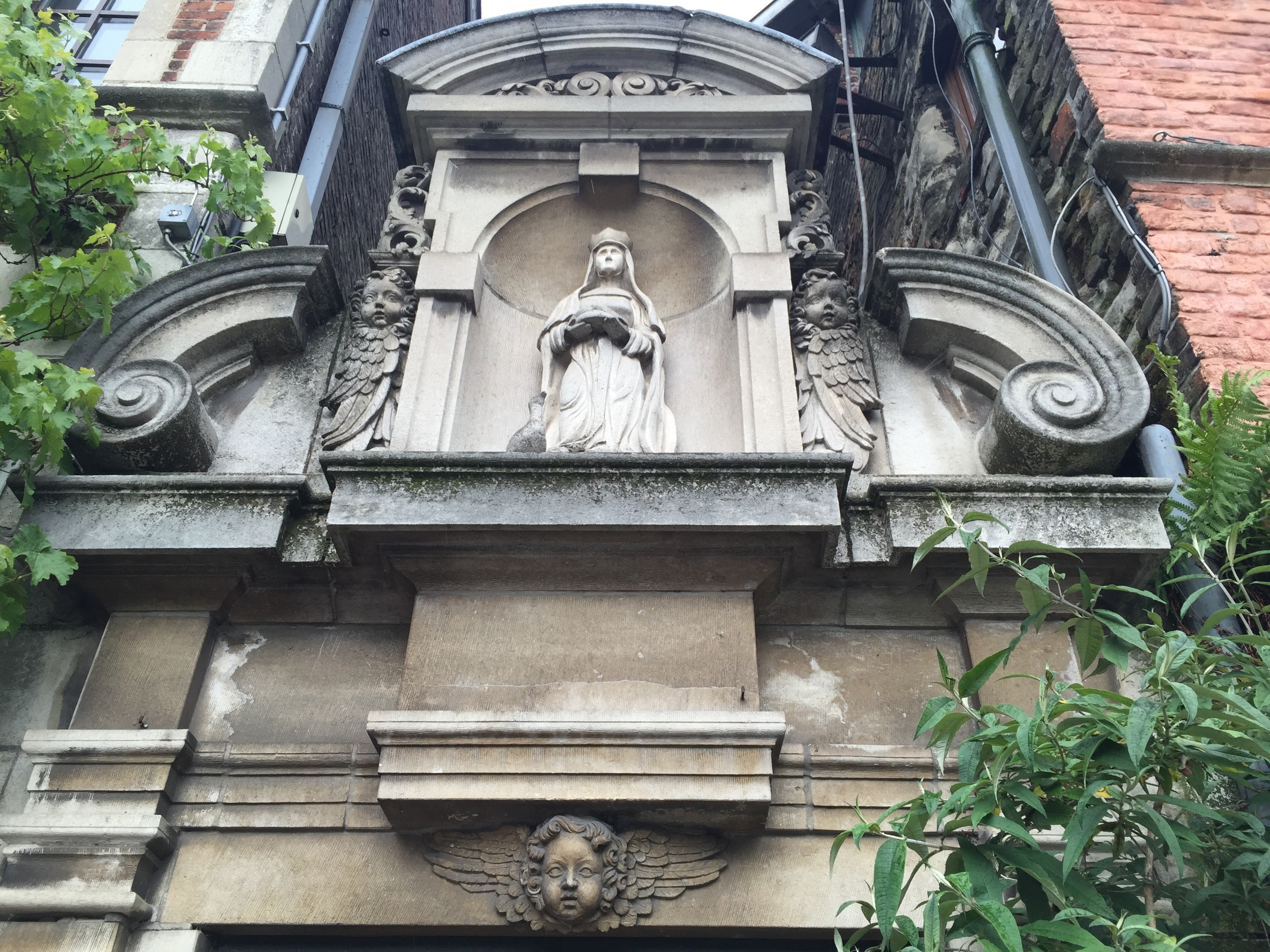
Beeldje van Sint-Veerle, met gans en stenen broden, op het gelijknamige plein, Gent

Alles wijst erop dat de stichting van het kapittel in opdracht van de graaf gebeurde. Dit kan Boudewijn IX betreffen, maar ook zijn echtgenote (Maria van Champagne) of zijn broer, Filips I van Namen, die regent werd voor de nog minderjarige Johanna van Constantinopel toen haar vader in 1205 gevangen werd genomen door Bulgaren (en men vervolgens niets meer over hem vernam). Mogelijk hing de stichting van het kapittel samen met het feit dat na de brand van 1176 de herbouwde kapel al snel vervangen werd door een kerk, die in 1216 door de Doornikse bisschop Gozewijn werd ingewijd. Tot 1536 was het het enige kapittel in Gent.
Het Sint-Veerlekapittel neemt een uitzonderlijke plaats in de geschiedenis in: ten eerste door zijn opvallend late oprichting; en ten tweede door het feit dat de reden van oprichting, en de persoon van de initiatiefnemer(s) daartoe, even mistig blijven als het lot van Boudewijn IX of de rol van zijn persoon, zijn kruistocht (en verdwijning) rondom de stichting van het kapittel. Eeuwenlang werd er jaarlijks een herdenkingsdienst voor hem in de Sint-Veerlekerk opgedragen, maar ook dit gegeven verschaft geen oplossing betreffende de verschillende hypothesen over de oprichting.

## Aan het Sint-Veerleplein

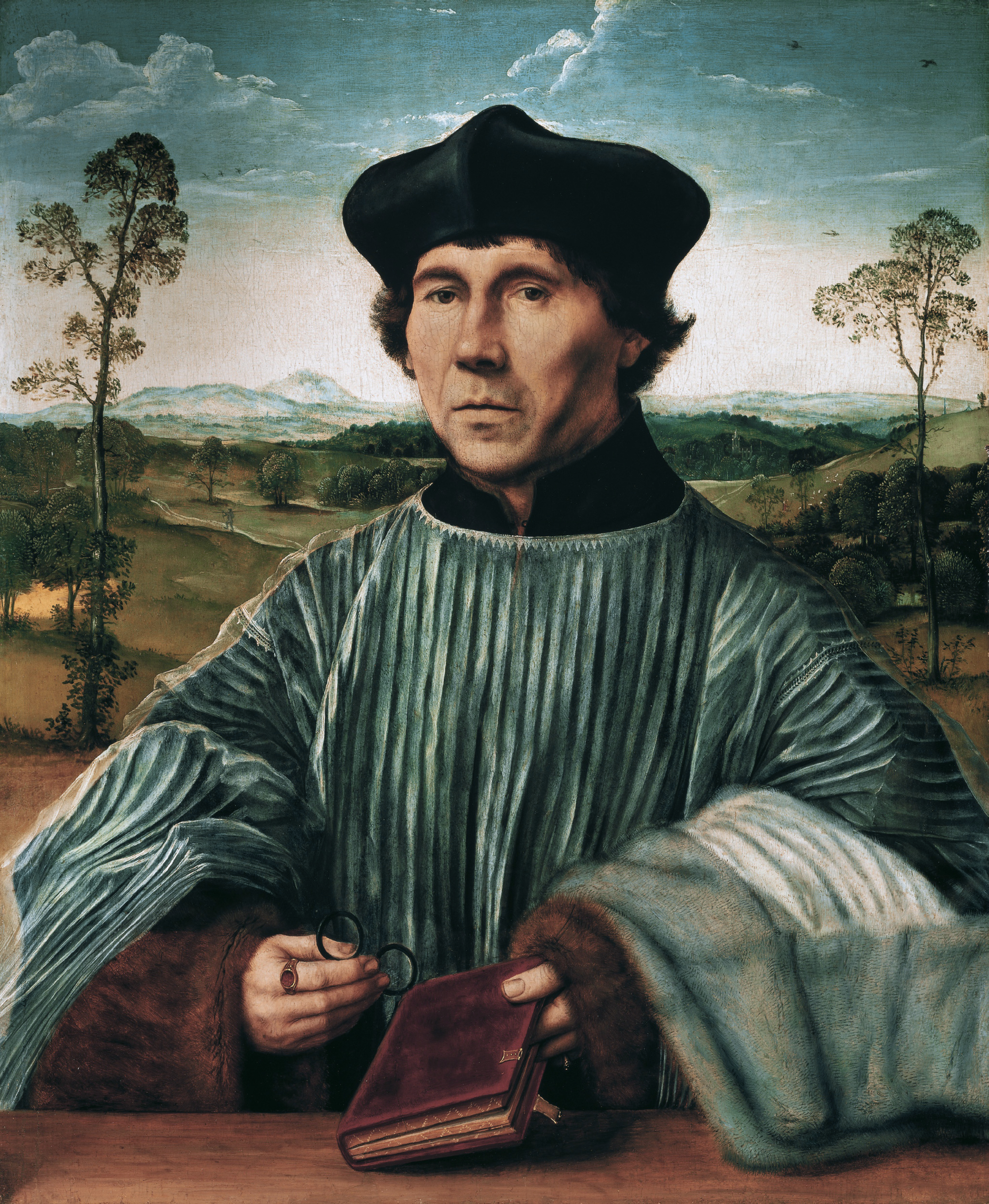
Quinten Massijs (I): Portret van een (Anglicaanse) kanunnik (ca. 1510). Liechtenstein Museum, Wenen

De bij de stichting bestaande groep van 5 priesters-kapelanen werd geleidelijk uitgebreid naar 12 geprebendeerde religieuzen (waaronder de deken) en een proost. De aanstelling van deze laatste gebeurde vanaf 1245, op bevel van bisschop Walter van Marvis, bij verkiezing. Aan de priesters werden vanaf de stichting en in de loop van de volgende eeuw ook diakens en subdiakens toegevoegd, zoals standaard gebeurde bij de vorming van een kapittel
De Sint-Veerleparochie was een erg kleine parochie (begin 17e eeuw slechts een zestigtal huizen) en het patronaatsrecht (het recht om priesters te benoemen) berustte bij de graaf, die dit aan het kapittel delegeerde. Hierdoor vormde de parochie een uitzondering binnen Gent, aangezien alle andere parochies wat dit betreft onder een van de Benedictijnerabdijen (Sint-Pieters of Sint-Baafs) vielen. Vanaf het begin van de 14e eeuw was Gent verdeeld in vijf secties ("wyken"), die elk een hooftman aanstelden en overeenkwamen met vijf parochies, waaronder niet Sint-Veerle maar wel: Sint-Jan (d. i. Sint-Baafs), Sint-Michiel, Sint-Jacob, Sint-Niklaas en Sint-Salvator.
De uitzonderingspositie bleek bijvoorbeeld ook in 1540 uit de Concessio Carolina, waarbij Sint-Veerle niet werd vertegenwoordigd, in tegenstelling tot zeven andere parochies. Hovelingen, waaronder de grootbaljuw, en bewoners van het Sint-Veerleplein hoorden bij de parochianen.
Belangrijke prebenden van het kapittel bestonden uit inkomsten van de heerlijkheden Overbroek bij de Brugse Poort en Blaisant bij de Muide. Het kapittel had recht op (een deel van de) tienden uit o.a. Lovendegem (vanaf 1190), Sleidinge, Wetteren (waaronder ook Wetteren-Ten Ede) en de heerlijkheid Puyenbeke.
De leden van het kapittel hoefden geen belasting te betalen over het bier en de wijn die ze in hun kelder(s) (een op het Sint-Veerleplein, later ook een tweede onder hun eigen "Paradijsken" op de hoek van het Goudenleeuwplein en de Donkersteeg) consumeerden en onder andere bij processies kreeg elke kanunnik "een pot wyns, van den besten die in de kelders alsdan lopen sal" - al werden deze privileges door Karel V vanaf 1544 aan beperkingen gebonden. Uit de statuten blijkt dat het anderzijds een voortdurend terugkerend probleem was dat leden van het kapittel niet ter plaatse verbleven (hun residentie-verplichting niet nakwamen), zodat men soms zelfs niet wist waar ze wel woonden en er daartoe waarschuwingen voor hen werden uitgehangen aan de kerk.
Het kapittel had ook allerlei leken in dienst, zoals een koster, een kerkbaljuw en zijn helper de roedrager (virgifer), een klokkenluider, een organist, een orgelblazer, een grafdelver, een of meer keldermeesters en later ook een secretaris.
De cotidiane kon binnen het kapittel beschouwd worden als een suborganisatie die belast was met het in stand houden van een groep zangers voor de vele dagelijkse kerkdiensten. De koralen en cotidiane waren, net als de kerkfabriek, de broederschappen en de tafel van de Heilige Geest (de armenzorg), zogenaamde members (ledematen) van het kapittel.

## Een middeleeuwse schoolstrijd

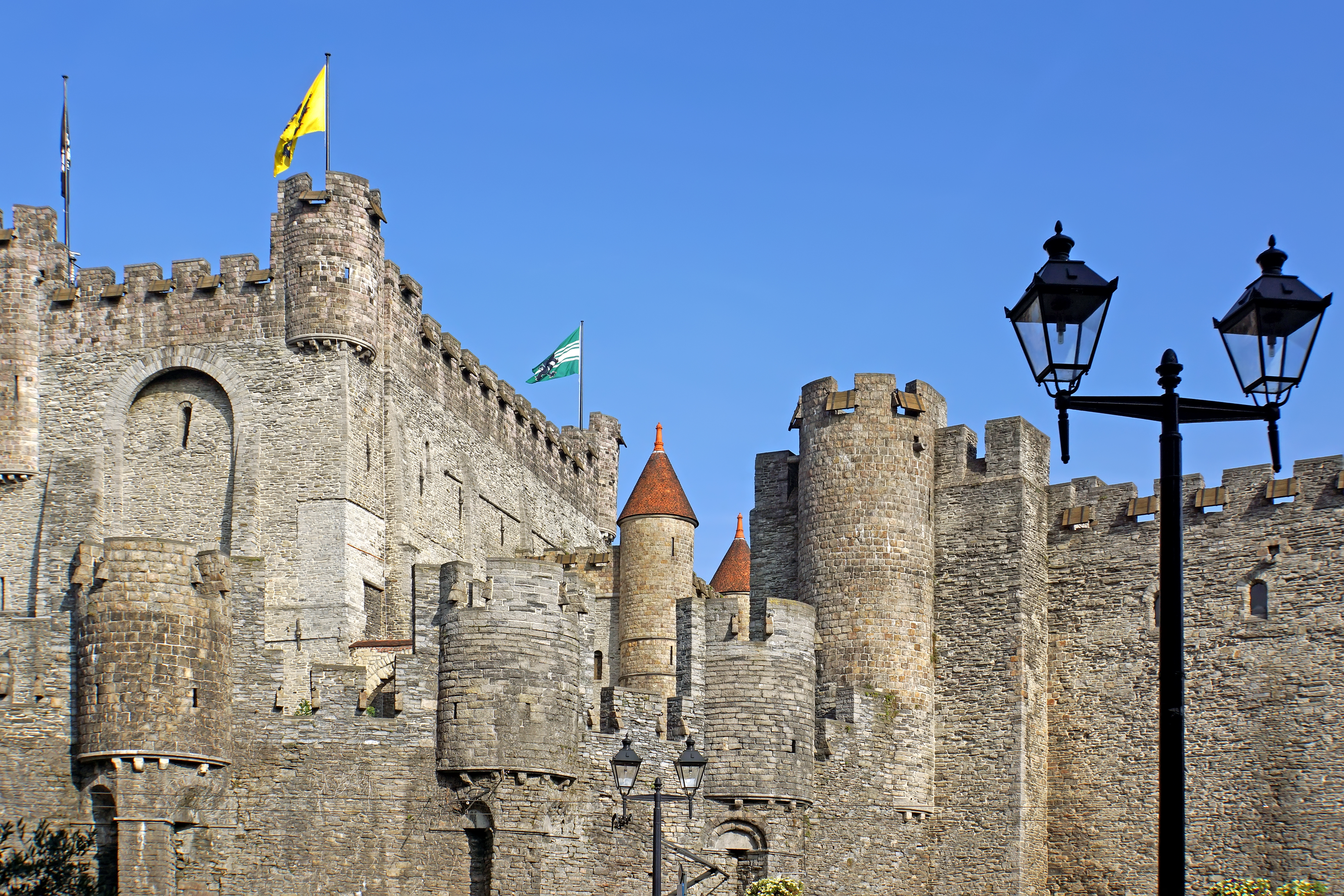
Gent, zicht op het Gravensteen vanuit de richting van de vroegere Sint-Veerlekerk

De kapittels speelden vanaf de late middeleeuwen in de Nederlanden een belangrijke rol in het muziekleven. In de gebouwen bij de kerk bevond zich een school onder leiding van de scholasticus (aanvankelijk een van de kanunniken), waar leden van het kapittel les gaven in onder andere Latijn. Ook verbleef er het groepje koorkinderen (koralen of boninfanten, onder leiding van de magister scholarum), waarvoor met name Simon de Mirabello als belangrijke mecenas opviel: naast andere schenkingen kocht hij rond 1340 voor hen een apart huis in de nabijgelegen Burgstraat. Het waren meestal de ouders die een kind zelf voordroegen om er als koraal opgeleid te worden en te verblijven en deze moesten dan ook bepaalde extra's zelf bekostigen.
De canonici van Sint-Veerle hadden ook al vroeg, nog voor de oprichting van hun kapittel, een cruciale taak in het Gentse onderwijs. Waar elders in Europa pas vanaf de XIIIe eeuw scholen begonnen te ontstaan in alle grote steden gebeurde dit in Italië en het graafschap Vlaanderen als gevolg van de economische voorsprong al een eeuw eerder. Bij elk kapittel hoorde een dergelijke school, met als oorspronkelijk doel geestelijken op te leiden voor de parochies evenals notarii voor de administratie van de graaf. De graaf delegeerde zijn recht op het oprichten van scholen in de stad en het toezicht daarop aan de scholasticus van het Sint-Veerlekapittel, zodat deze directeur van het Gentse onderwijs was, de macht had om nieuwe scholen toe te staan en leerkrachten aan te stellen. Elk jaar diende het kapittel voor Pasen een kandidaat voor te dragen die vervolgens door de graaf tot onderwijsdirecteur werd benoemd.
Vooral door de lakennijverheid zochten Gentse koop- en handwerkslieden voor hun kinderen onderwijs dat meer gericht was op commerciële toepassingen en minder op religieuze kennis en ambten. Eind 12e eeuw ontstond hierdoor een schoolstrijd tussen het kapittel, Gentse burgers en de Sint-Pietersabdij, maar de bestaande constructie werd in 1179 door graaf Filips van de Elzas, en vervolgens ook door paus Alexander III en aartsbisschop Willem van Reims bevestigd. Wel droeg de graaf het beheer van de scholen in de stad op aan een grafelijke notarius, kanunnik Simon. De Gentenaars wisten na het overlijden van Filips zijn weduwe, toen regentes, alsnog vrijheid van onderwijs af te dwingen; er zijn echter geen aanwijzingen dat dit werd uitgevoerd en in 1235 legde Johanna van Constantinopel haar eigen recht opnieuw vast, zodat het Sint-Veerlekapittel als overwinnaar uit de strijd kwam.
Na 1536 werd de taak overgenomen door het Sint-Baafskapittel.

## Dreigend verval

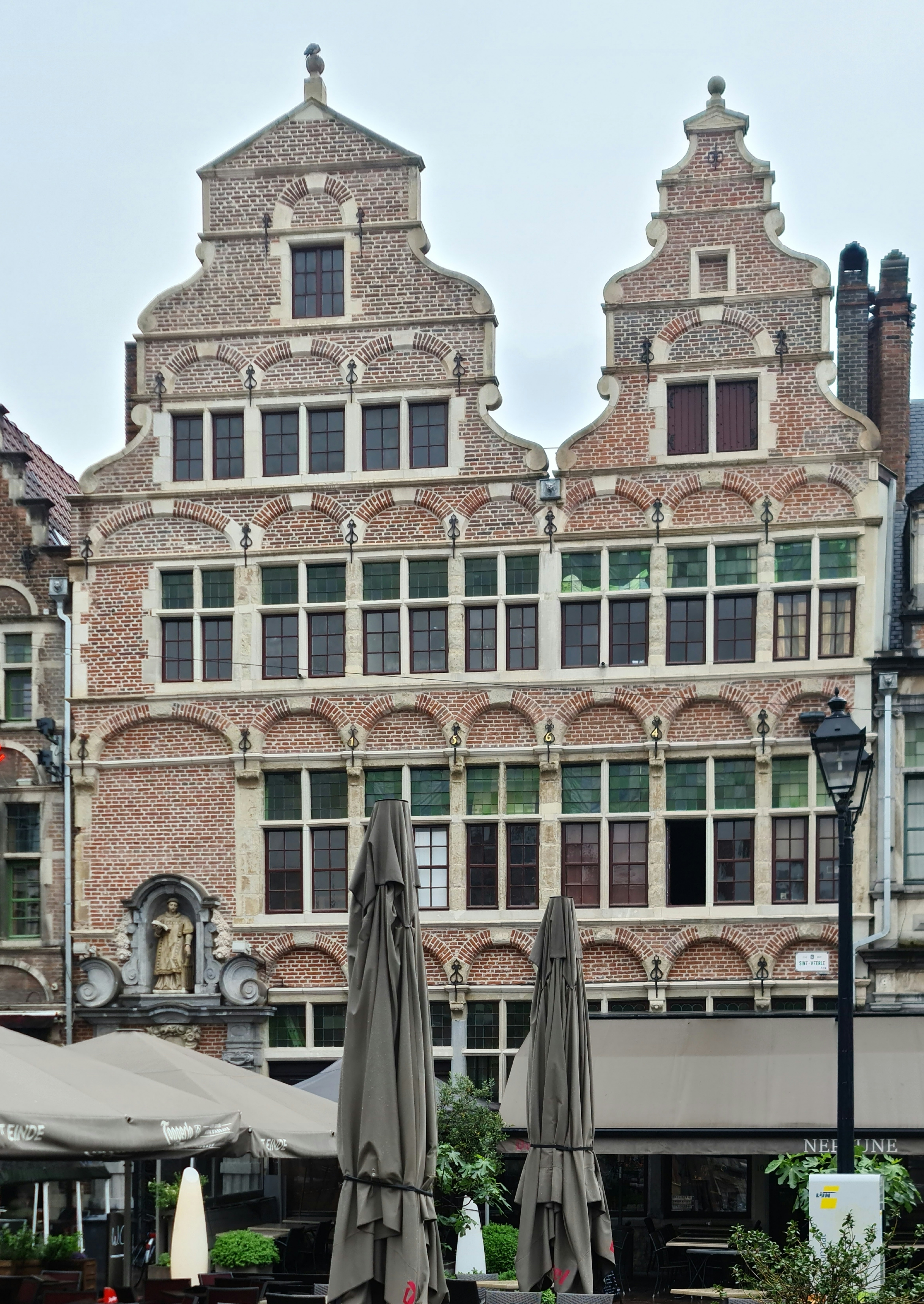
Gevels voormalige Wenemaershospitaal. Gent, Sint-Veerleplein

In 1525 diende de kerktoren herbouwd omdat deze op instorten stond; door meerdere overstromingen van Vlaanderen in de 15e eeuw, en ook in 1530, verloor het kapittel veel inkomsten.
Door de Beeldenstorm in 1566 werd in Gent al grote schade aangericht aan religieuze gebouwen en voorwerpen. In 1569 verbood bisschop Jansenius, in het kader van zijn opdracht het geloof te zuiveren, de feestelijkheden die jaarlijks op 4 januari, de naamdag van Sint-Veerle, plaatsvonden.
Tijdens de Gentse republiek werden er op 10 maart 1579 zodanige vernielingen in Sint-Veerle en andere kerken aangericht dat "er by naer niets meer brekelyk en was (er bijna niets meer overbleef om te vernielen)".
In 1581 verkocht het Calvinistische stadsbestuur de kerk, met aanpalend kapittelhuis en winkeltjes, aan een zekere Jan Serlippens, op voorwaarde dat hij er huizen zou bouwen. Met uitzondering van de dwarsbeuk en de toren werd de kerk afgebroken.
Het kapittel maakte tijdens het laatste kwart van de 16e eeuw gebruik van de kapel van de buren, het Wenemaershospitaal. Deze kapel had eveneens veel te lijden gehad onder de beeldenstormen, maar had, na restauratie, door zijn ruimte en versieringen vrijwel het karakter van een volwaardig kerkje gekregen. Vanaf 1585 kreeg het kapittel tijdelijk onderdak in de Sint-Niklaaskerk. Dit leidde echter tot zulke onderlinge conflicten dat de patroon van deze kerk, de abt van de Sint-Pietersabdij, van paus Sixtus V een bul verkreeg die in 1590 de samenwerking weer ophief. Bij hun vertrek probeerden de kanunniken van het Sint-Veerlekapittel hun geschillen met de mantel der liefde te bedekken, ten opzichte van de andere partij noemden ze zich "vrienden nu, zoals ook voorheen" ("amici nunc sicut et antea"). Maar ze uitten daarbij ook de overtuiging de Sint-Niklaaskerk in een fraaiere toestand te hebben achtergelaten dan ze er vijf jaar eerder aantroffen.
Intussen had de Raad van Vlaanderen de verkoop van de kerk zeer snel na het einde van de Gentse Republiek teruggedraaid en was deze tegen 1592 herbouwd, nu met het koor naar het Zuiden gericht in plaats van naar het Oosten. Ook drie door Serlippens gebouwde huizen werden eigendom van het kapittel. Het kapittel bleef echter financiële moeilijkheden houden, men achtte het resultaat van de heropbouw infeite ongeschikt voor de kerkelijke activiteiten en het koor werd omschreven als "klein en miserabel".

## In de Sint-Niklaaskerk

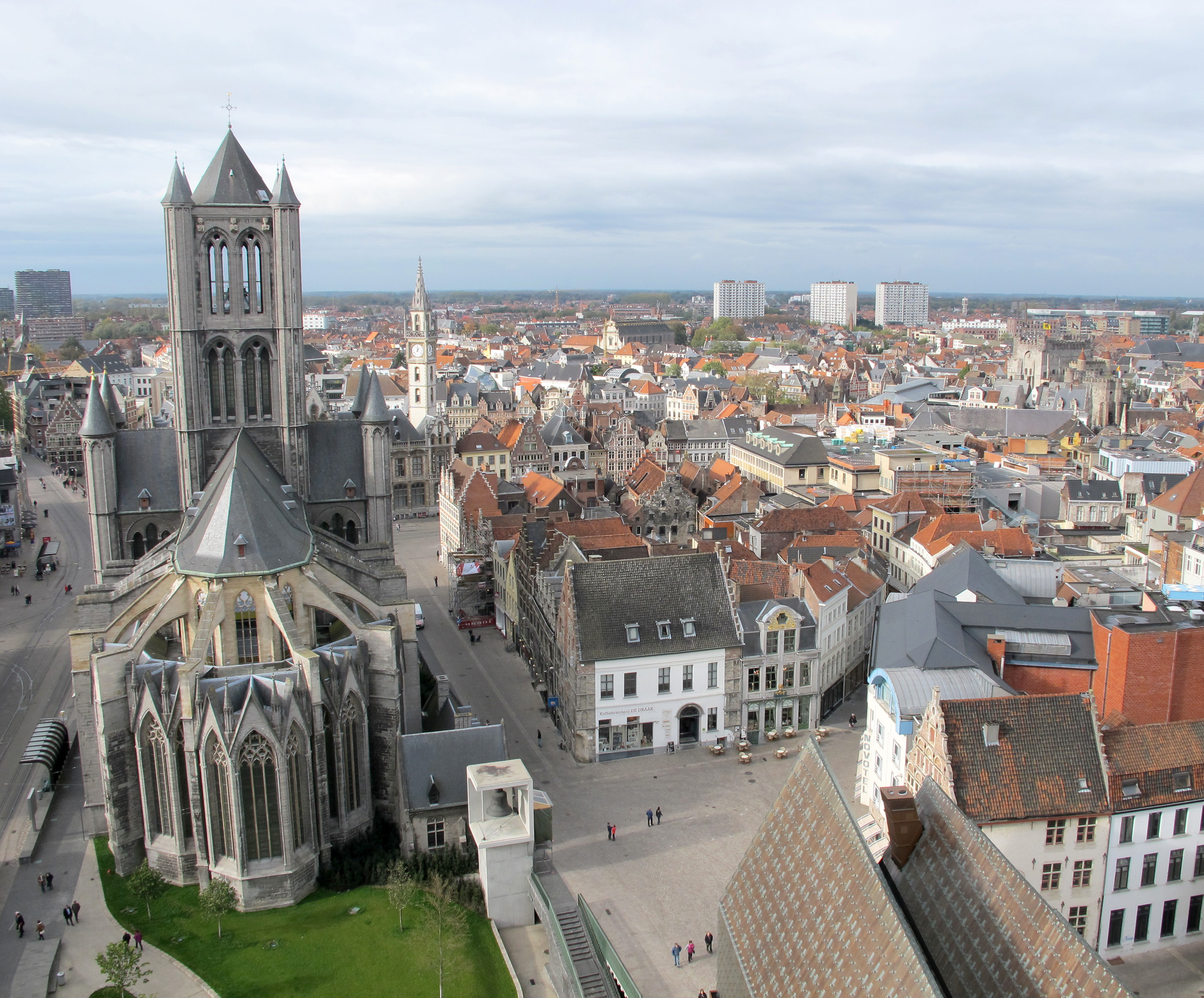
Gent, panorama Sint-Niklaaskerk met Oud Postgebouw, Kloosterkerk Karmelieten en Gravensteen

De kanunniken en kapelanen richtten meerdere verzoekschriften aan Albrecht en Isabella, als landvoogden tevens graaf en gravin van Vlaanderen, dus patroon van de Sint-Veerlekerk. In 1614 vaardigden dezen een decreet uit waardoor het kapittel andermaal, in wat nu een "unie" genoemd werd, onderdak vond in de Sint-Niklaaskerk.
Daarbij werd schriftelijk vastgelegd dat het Sint-Veerlekapittel het patronaatsrecht over zijn gelijknamige parochie behield.
Opnieuw verliep de samenwerking echter verre van vlot. In 1664 kwam het zelfs tot een handgemeen tussen Nottingham, een van de twee pastoors van de Sint-Niklaasparochie, en deken Nyssens van het Sint-Veerlekapittel. Er werden tal van juridische procedures over en weer gevoerd. Het kapittel schakelde in de tweede helft van de zeventiende eeuw talrijke opeenvolgende advocaten in die onder andere de stelling moesten verdedigen dat het niet onder het gezag van de bisschop van Gent viel, maar rechtstreeks onder dat van de paus. Omdat de proost van het kapittel onwrikbaar bij zijn standpunt bleef werd hij door bisschop Albrecht van Horne gedurende minstens vijf maanden gevangengezet in het bisschoppelijk paleis. Vanwege alle gerechtelijke kosten die de unie met Sint-Niklaas teweegbracht verzuchtte het kapittel op den duur dat het beter elders onderdak kon zoeken. Het zou echter nog tot 1783 duren voor dit inderdaad ook gebeurde.
In 1736 werd de Sint-Veerlekerk aan het gelijknamige plein afgebroken, maar een aantal muren (van de toren en het laatste koor) zijn bewaard gebleven (en zelfs in het stadsbeeld zichtbaar) als onderdeel van de huizen die later werden aangebouwd. Een vijftigtal jaren eerder waren er al drie gebouwen, die op het Sint-Veerleplein eigendom waren van het kapittel, opgekocht door de Gentse schepenen van de Keure met het oog op het bouwen van de vismijn.

## In de Voldersstraat

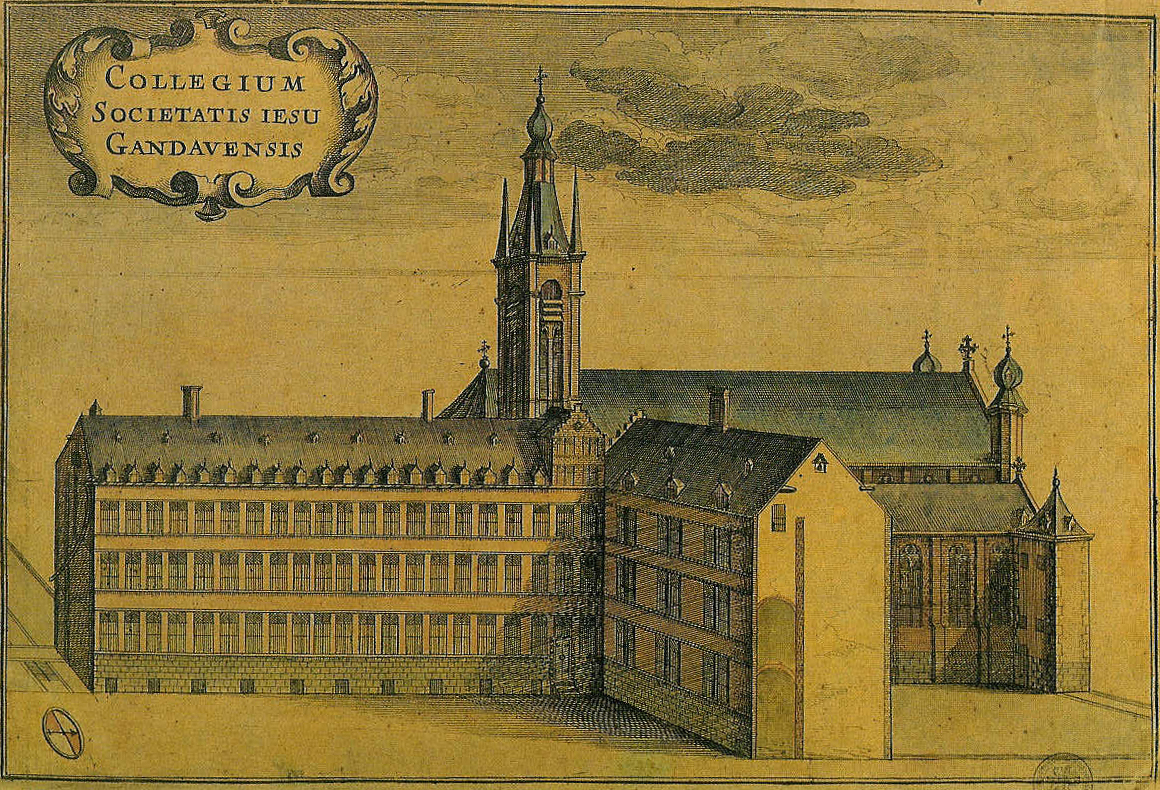
Voormalig Jezuïetenklooster te Gent, gezien vanaf de Paddenhoek, met kerkportaal aan de Voldersstraat. Kopergravure, begin 18e eeuw

In 1773 schafte paus Clemens XIV de orde der Jezuïeten af. In Gent hadden deze vanaf 1591 het Hof van Veere uitgebouwd tot een kloostercomplex aan de Voldersstraat en Korte Meer, waarbij van 1606 tot 1619 hun door Hendrik Hoeymaker ontworpen Sint-Lievenskerk ontstond. In 1783 gaf Keizer Jozef II de opdracht de in beslag genomen kerk over te dragen aan het Sint-Veerlekapittel.

Bij hetzelfde decreet sloot hij ook de Priorij van Onze-Lieve-Vrouw Ten Walle in Elsegem en kwamen de bezittingen hiervan toe aan het kapittel, dat er hierdoor financieel buitengewoon op vooruitging. Bovendien diende aan het kapittel een jaarlijkse rente verstrekt te worden uit de inkomsten van het bisdom.

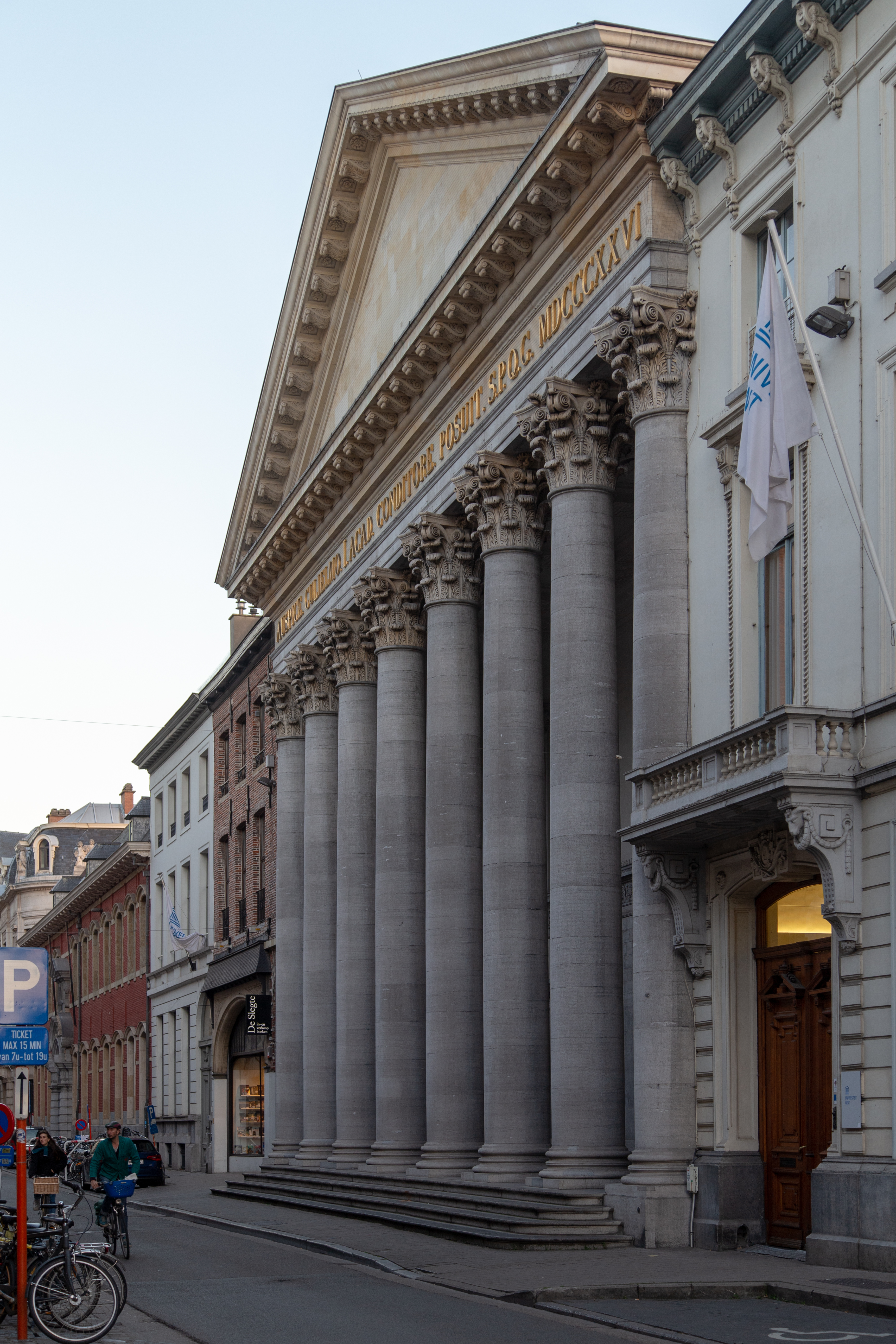
Aula universiteit, Voldersstraat Gent (2018)

Na de inlijving door Frankrijk van de Oostenrijkse Nederlanden werden op 1 september 1796 (de wet van 15 fructidor an IV) talrijke religieuze instellingen in de Verenigde Departementen opgeheven, waardoor in de loop van het volgende jaar alle kapittels ophielden te bestaan.
De Sint-Lievenskerk werd in 1799 afgebroken, twintig jaar later begon men op die plek aan de bouw van de Aula.